# BR-174

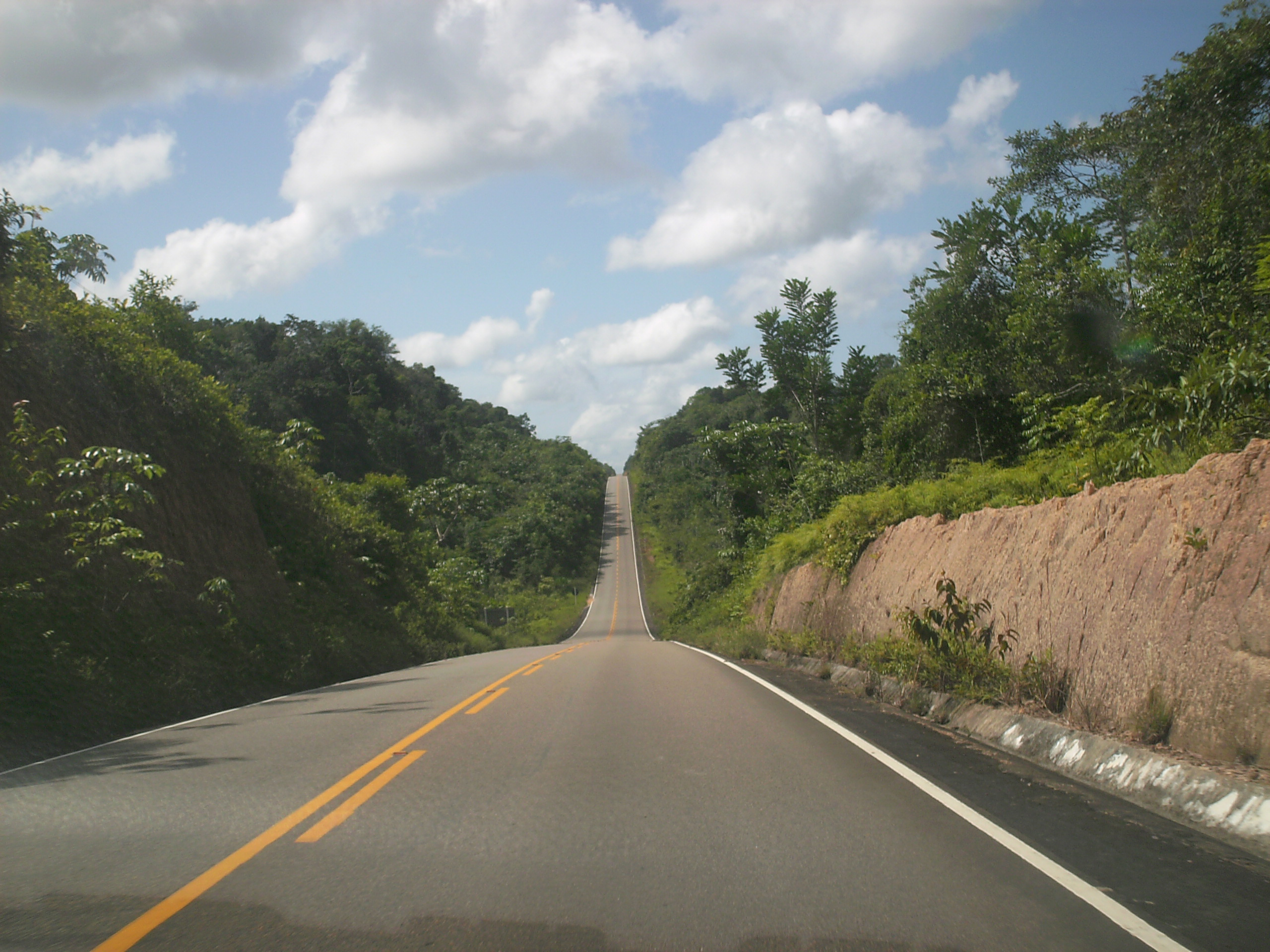
Vista de la vía

La BR-174 también conocida como Manaus - Boa Vista es una carretera longitudinal que une los estados de Roraima y Amazonas en Brasil con el sureste de Venezuela (Estado Bolívar), posee un total de 1902 kilómetros. Su extremos son las ciudades de Manaus y Pacaraima. Es el único vínculo de Roraima con el resto del país, y su carretera más grande y principal. Aunque iniciada durante la dictadura militar, la conclusión de su pavimentación y señalización se llevó a cabo sólo en 1998, en el gobierno de Fernando Henrique Cardoso.
En sus cerca de dos mil kilómetros atraviesa regiones de la selva amazónica y la sabana, y grandes campos agrícolas. El BR- 174 termina en la frontera entre Brasil y Venezuela. Su recorrido termina en la carretera troncal 10 de Venezuela, hacia la ciudad de Santa Elena de Uairén; desde este punto se puede acceder a la capital, Caracas o la costa caribeña del país vecino. Por consiguiente, la BR- 174 es la única frontera terrestre entre Brasil y Venezuela, y una ruta turística significativa.